# Pääkaupunkiseudun Kaupunkiliikenne
Pääkaupunkiseudun Kaupunkiliikenne Oy (finnisch) oder Huvudstadsregionens Stadstrafik Ab (schwedisch; deutsch in etwa „Stadtverkehr der Hauptstadtregion“) ist ein finnisches öffentliches Verkehrsunternehmen mit Sitz in Helsinki, das die Straßenbahn Helsinki betreibt. Die in der Hauptstadtregion gebräuchlichen Namen sind die jeweiligen Kurzformen Kaupunkiliikenne (Oy) bzw. Stadstrafik (Ab) (deutsch „Stadtverkehr“).

## Geschichte
Pääkaupunkiseudun Kaupunkiliikenne nahm seinen Betrieb am 1. Februar 2022 auf, als Helsingin kaupungin liikennelaitos (HKL – deutsch: Verkehrsbetrieb der Stadt Helsinki) als Gesellschaft mit beschränkter Haftung in den neuen städtischen Betrieb Pääkaupunkiseudun Kaupunkiliikenne eingegliedert wurde. Die Gesellschaft ist ein Gemeinschaftsunternehmen der Städte Helsinki und Vantaa.
Der U-Bahn-Verkehr blieb vorerst außerhalb des Wirkungsbereichs der neuen Gesellschaft, sodass HKL weiterhin den U-Bahn-Verkehr betreibt, Besitzer der U-Bahn-Infrastruktur und -Ausrüstung ist und für deren Wartung verantwortlich zeichnet.
Suomenlinna Liikenne ist eine Tochtergesellschaft der neuen Gesellschaft, die den Fährverkehr zwischen Suomenlinna und dem Festland von Helsinki bedient.